# Milhã
Milhã is een gemeente in de Braziliaanse deelstaat Ceará. De gemeente telt 14.826 inwoners (schatting 2009).
De gemeente grenst aan Quixeramobim, Banabuiú, Solonópole, Deputado Irapuan Pinheiro en Senador Pompeu.